# Молала
Молала (также молале, молалла, молеле) — индейский народ культуры индейцев плато. Проживают в центральном Орегоне. Входят в состав Конфедерации племён общины Большого Ронде в Орегоне, индейская резервация Гранд-Ронд, в которой по переписи 1950-х гг. 141 человек заявил о принадлежности к молала. Племя молала известно тем, что из него происходили первые ополченцы штата Орегон в 1840-х гг. под командованием капитана Томаса Кайзера.

## Язык
Язык молала ранее считался изолятом, в настоящее время его относят к плато-пенутийским языкам. Язык исчез в конце 20 в. Делился на несколько диалектов.